# Liste der osmanischen Orden und Ehrenzeichen
Diese Liste enthält die offiziellen, vom Osmanischen Reich vergebenen Orden und Ehrenzeichen in chronologischer Reihenfolge:
| Bild                    | Name                    | Stiftungsdatum   | Stifter        | Klassen | Bemerkungen |
| ----------------------- | ----------------------- | ---------------- | -------------- | ------- | --- |
|                         | Ehrenpelz               | ?                | ?              | 1       | Ehe Ordensauszeichnungen im Osmanischen Reich in allgemeinen Gebrauch kamen, überreichte der Sultan als Anerkennung eventuell einen Ehrenpelz, osmanisch „Kapanidscha“.                                                       |
|                         | Rossschweif             | ?                | ?              | 4       | |
| Çelenk                  | Çelenk                  | 18. Jh.          |                | 1       | |
| Çelenk                  | Orden des halben Mondes | 1799/1801        | Selim III.     | 3       | Auszeichnung für ausländische Offiziere während der Napoleonischen Kriege |
| Nişan-i İftihar         | Nişan-i İftihar         | 1831 (August)    | Mahmud II.     | 5       | Auszeichnung für verdiente Ausländer |
| Mecidî Nişanı 1. Klasse | Mecidî Nişanı           | 1851 (August)    | Abdülmecid I.  | 5       | Allgemeiner Verdienstorden |
| Osmanî Nişanı 2. Klasse | Osmanî Nişanı           | 1862 (Januar)    | Abdülaziz      | (3)/4   | Allgemeiner Verdienstorden |
|                         | Nişan-ı Şefkat          | 1878             | Abdülhamid II. | 3       | Damenorden |
| İmtiyaz Nişanı in Gold  | İmtiyaz Nişanı          | 1879 (September) | Abdülhamid II. | 1       | |
| Palästina-Raute         | Palästina-Raute         | 1914–1918        |                | 1       | Auszeichnung für Kämpfer im Einsatz in Palästina für das osmanische Reich. |
| Eiserner Halbmond       | Eiserner Halbmond       | 1915             | Mehmed V.      | 1       | Der Eiserne Halbmond war die letzte Auszeichnung, die vom Osmanischen Reich gestiftet wurde. |
|                         | Sorguç                  |                  |                |         | Agraffe mit zentralem großen Stein, meist Rubin oder Brilliant, um den kleinere Juwelen radial angeordnet sind. Die Fassung der Edelsteine dient gleichzeitig als Halterung für das aufrecht stehende Federbüschel (balıkçıl) |

weitere Orden:
- Osmanischer Hausorden (Chanedan-i-Al-Osman), gestiftet am 18. Juli 1895. 1 Klasse.
- Ertogrul-Orden (Ertogrul Nishani), gestiftet durch Abdul-Hamid Khan II. (Abdülhamid II.) am 1. Februar 1903.
- Öffentlicher Bildungsorden (Me-crif), gestiftet am 16. Mai 1910 durch Sultan Mohamed V. in 5 Klassen.
- Tugendorden (Mzyett), gestiftet am 24. Juni 1910 durch Sultan Mehmed V. in 3 Klassen.
- Verdienstmedaille vom Roten Halbmond, 15. Oktober 1912 durch Sultan Mehmed V. in 3 Klassen